# Pfalzmuseum für Naturkunde

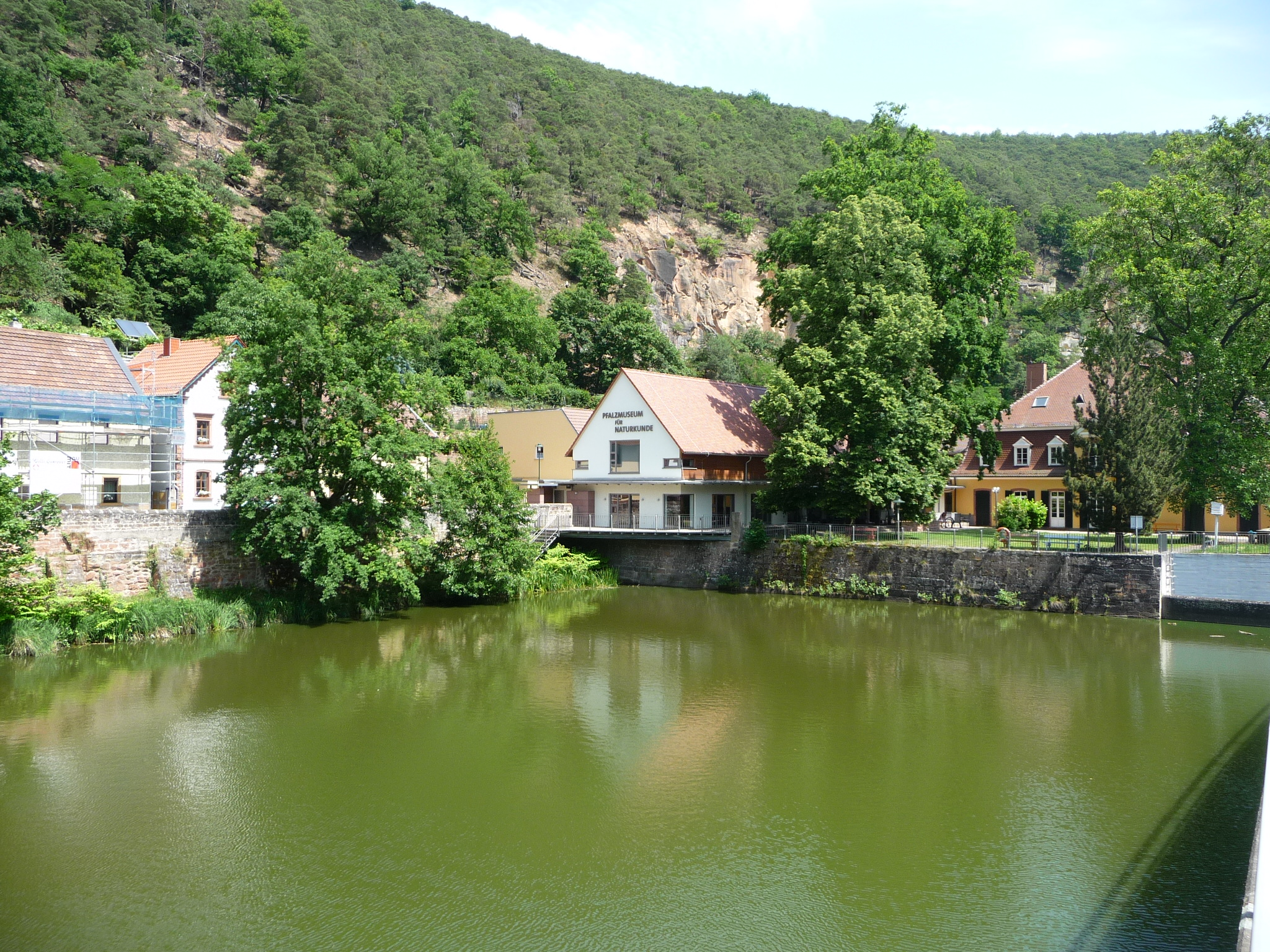
Das Museum hinter dem Herzogweiher

Das Pfalzmuseum für Naturkunde – Pollichia-Museum ist ein 1981 eingerichtetes naturkundliches Museum in der vorderpfälzischen Kur- und Kreisstadt Bad Dürkheim (Rheinland-Pfalz). Eine Außenstelle des Pfalzmuseums ist das Urweltmuseum Geoskop auf der Burg Lichtenberg bei der westpfälzischen Kreisstadt Kusel.
Beide Einrichtungen stehen seit 1998 unter der Trägerschaft des Zweckverbands Pfalzmuseum für Naturkunde, den der Bezirksverband Pfalz, die Stadt Bad Dürkheim, die Landkreise Bad Dürkheim und Kusel sowie die Pollichia (Verein für Naturforschung und Landespflege) gebildet haben.

## Geographische Lage
Das Pfalzmuseum auf 139 m Höhe ist der Nachfolgebau der ehemaligen Herzogmühle am Herzogweiher, einem Stausee der Isenach im Bad Dürkheimer Stadtteil Grethen, der im Isenachtal westlich der Kernstadt liegt.
Die Vorderfront des Museums zeigt zur Kaiserslauterer Straße, auf der Rückseite läuft die Bundesstraße 37 vorbei, die Bad Dürkheim mit Kaiserslautern verbindet.

## Ausstellungs- und Bildungsangebot

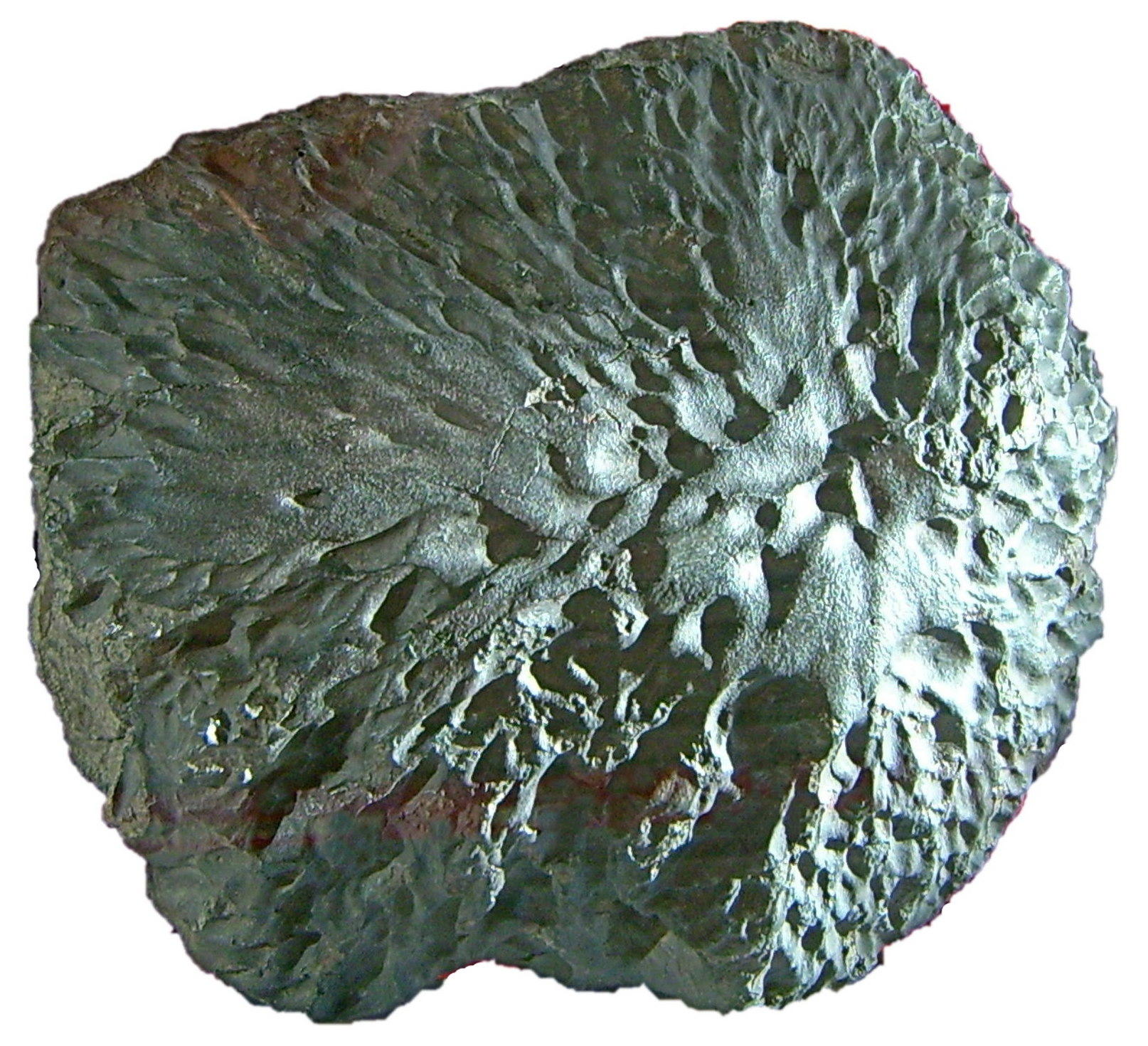
Krähenberger Meteorit
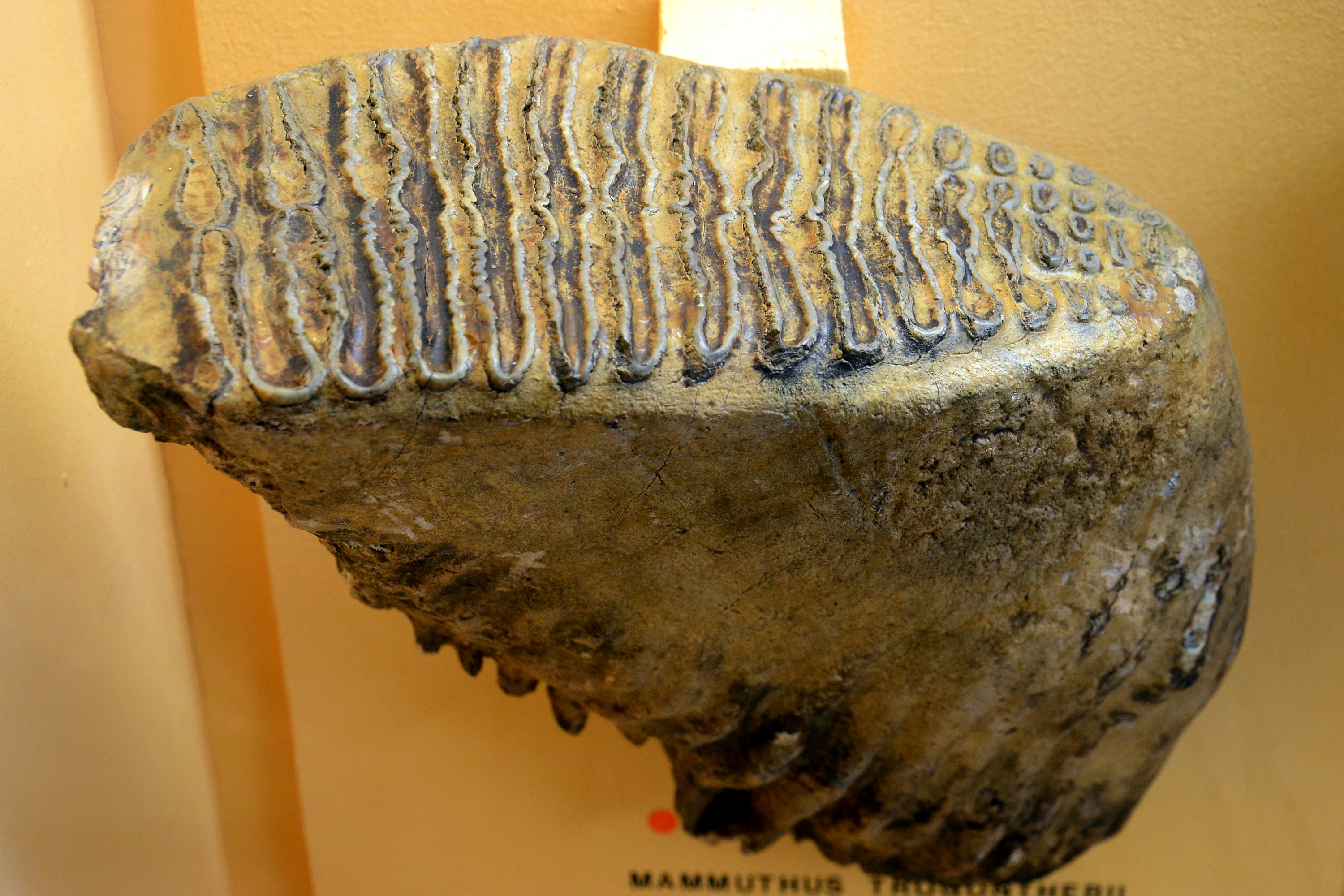
Mahlzahn eines Steppenmammuts
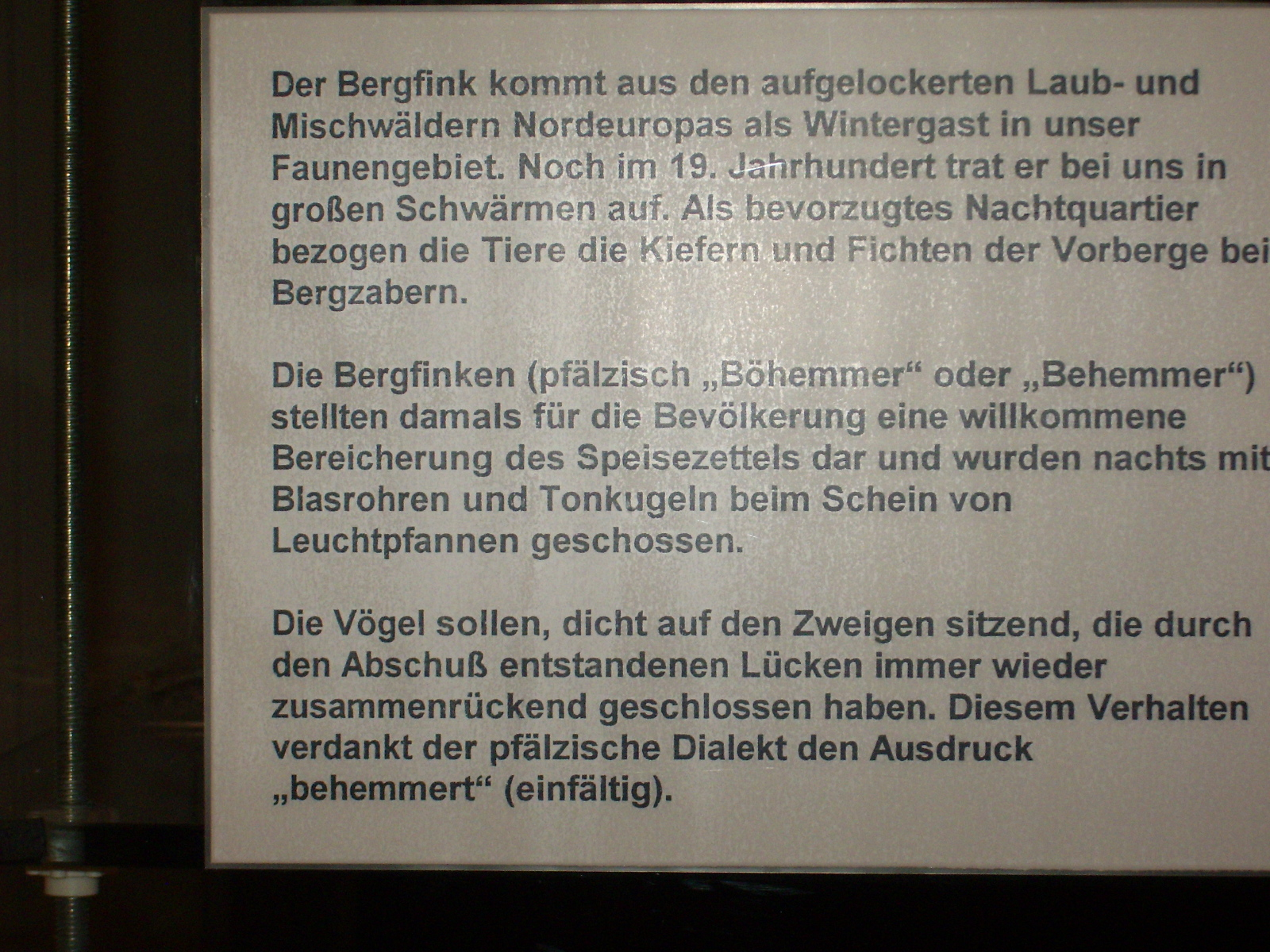
Infotafel zur Jagd auf Bergfinken
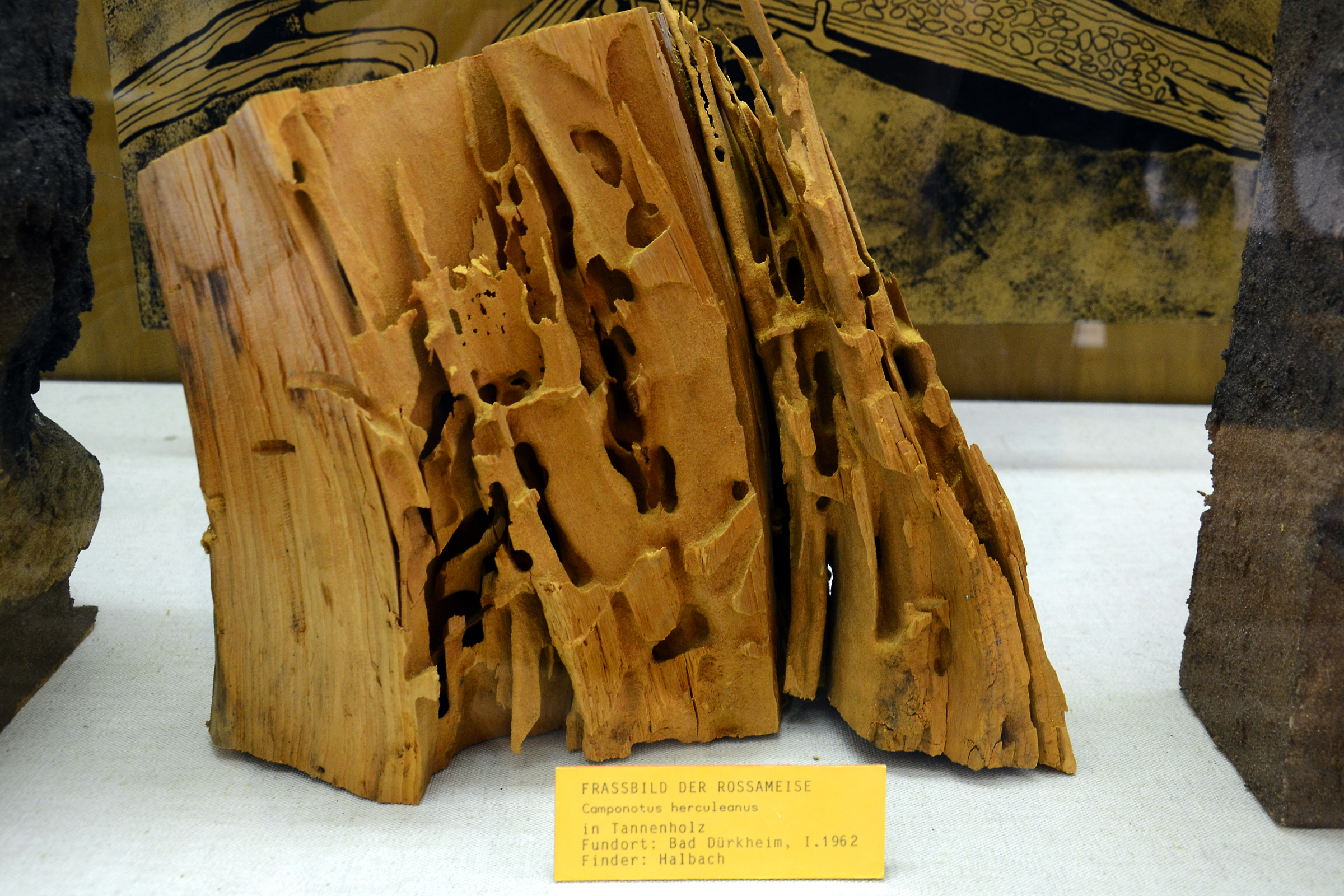
Fraßbild von Rossameisen im Holz
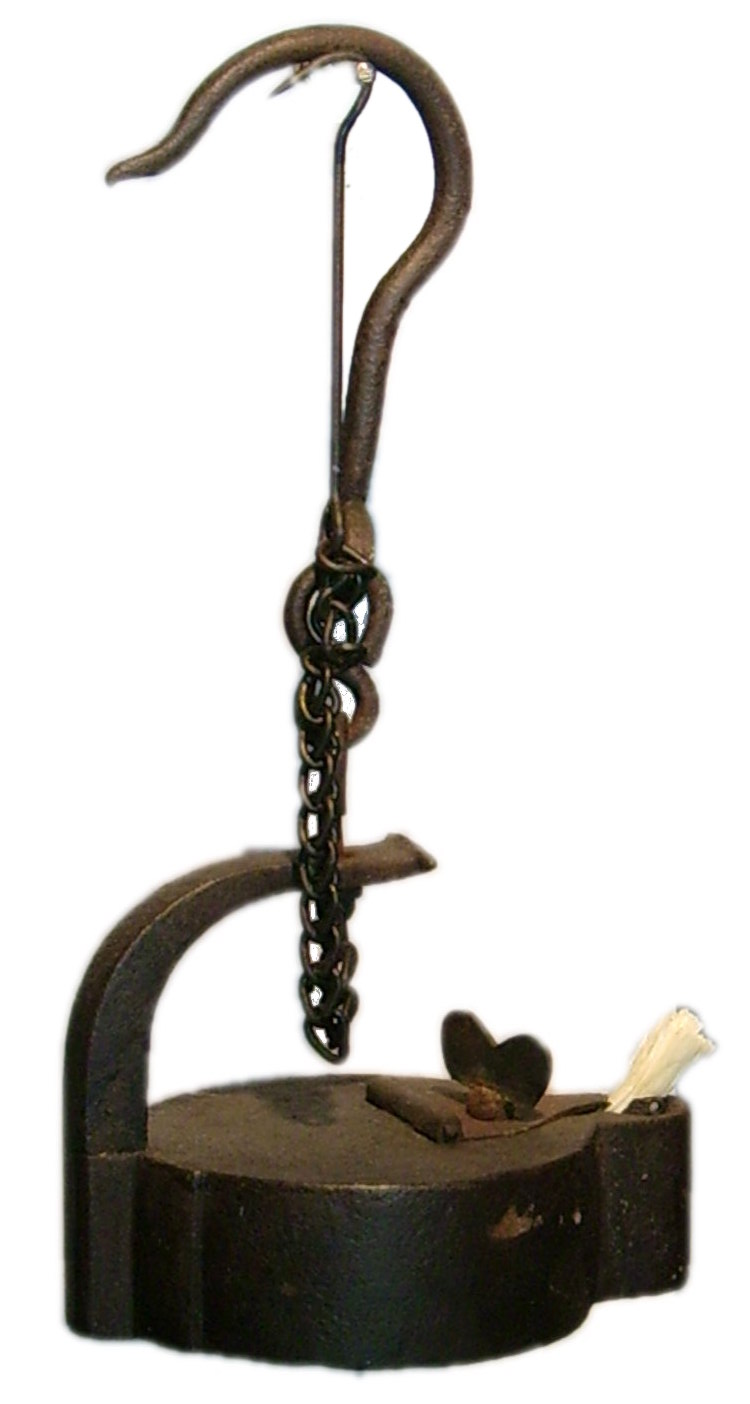
Historische Öllampe

Das Museum präsentiert seit 1981 die wissenschaftlichen Sammlungen des Vereins für Naturforschung und Landespflege Pollichia sowie eine Dauerausstellung und Wechselausstellungen zu naturwissenschaftlichen Themen. Zu seinen bekanntesten Exponaten gehört ein Replikat des 1869 auf der Sickinger Höhe niedergegangenen Krähenberger Meteoriten.
Wissenschaftliche Arbeitskreise befassen sich mit den Themengebieten Astronomie, Reptilienkunde, Ornithologie und Mineralogie. Für Besuchergruppen und Schulklassen gibt es umfangreiche museumspädagogische Angebote.
Das Pfalzmuseum wurde 2016 für sein museumspädagogisches Projekt Pfalzmuseum unterwegs mit dem ArtenFinder als Beitrag zur UN-Dekade Biologische Vielfalt ausgezeichnet.

## Museumsleitung
Zum Jahresende 2015 wechselte der bisherige Museumsleiter Reinhard Flößer (* 1952) nach fast 21 Amtsjahren in den Ruhestand. Sein Nachfolger ist der 1975 geborene Zoologe Frank Wieland, der seit 2013 am Pfalzmuseum tätig war und dessen Fachgebiet die Insektenkunde ist.

## Baumaßnahmen

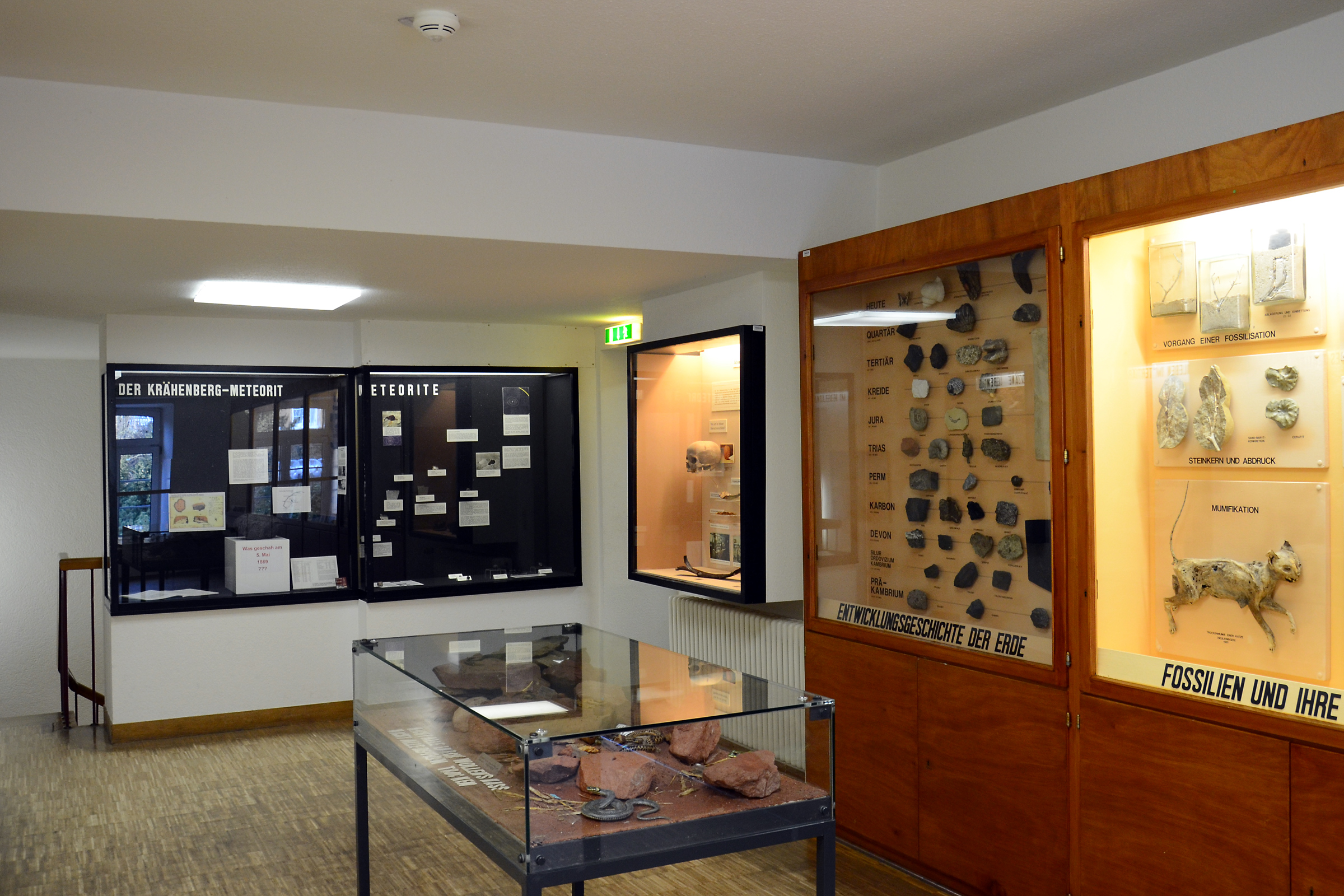
Ausstellungsraum im Pfalzmuseum

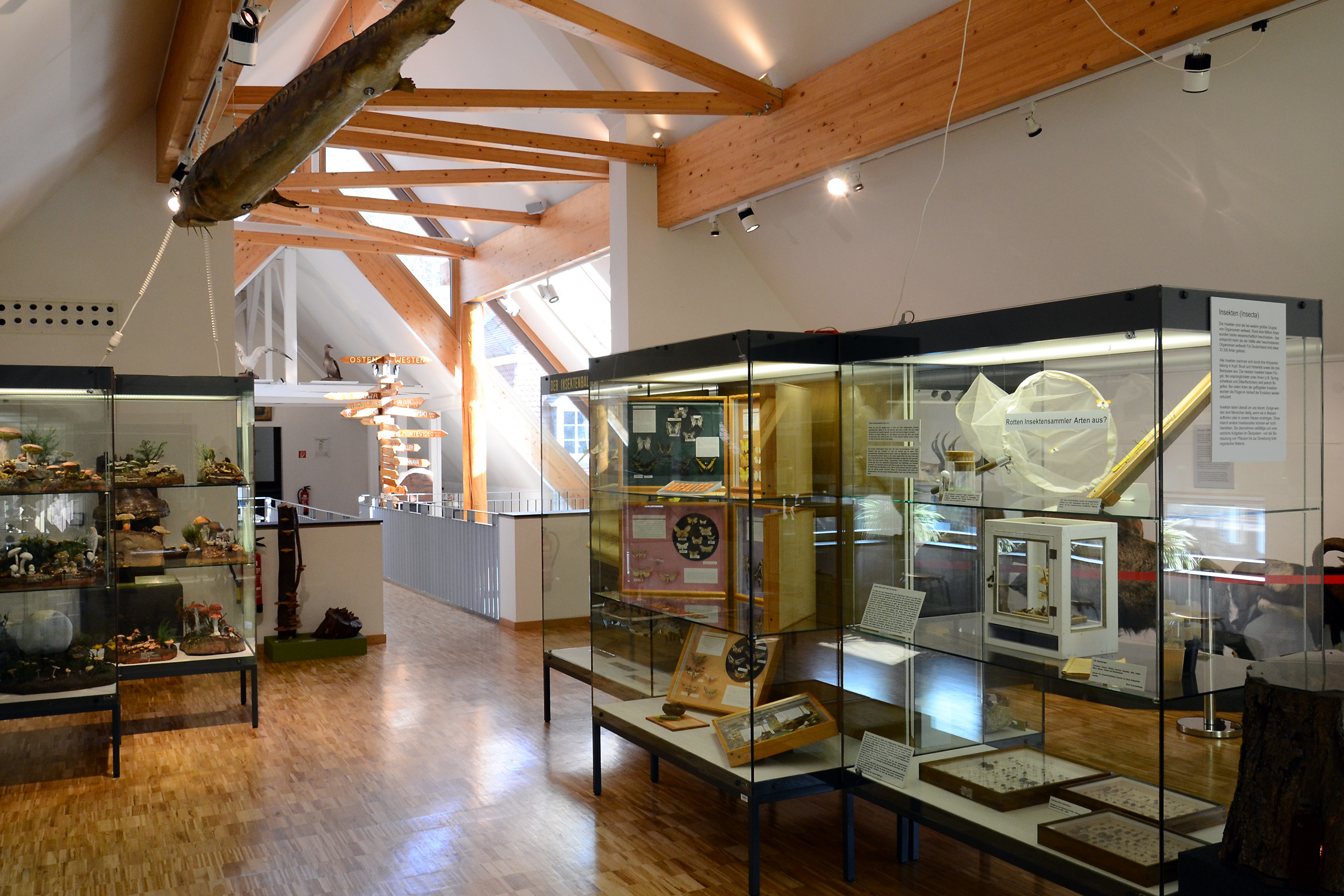
Ausstellungsraum im Pfalzmuseum

Im Laufe des Jahres 2008 wurde das Museum erweitert. Zunächst wurde ein Gebäude abgerissen, in dem früher das Restaurant Herzogmühle betrieben wurde, und dann ein neuer Anbau errichtet. Am 8. November 2008 wurden der neue Eingangsbereich sowie Räumlichkeiten für Konferenzen und Sonderausstellungen eingeweiht.
In der Folge wurden weitere Gebäudeteile renoviert, so dass die Ausstellung vorübergehend nicht zur Gänze zugänglich war.

## Urweltmuseum Geoskop

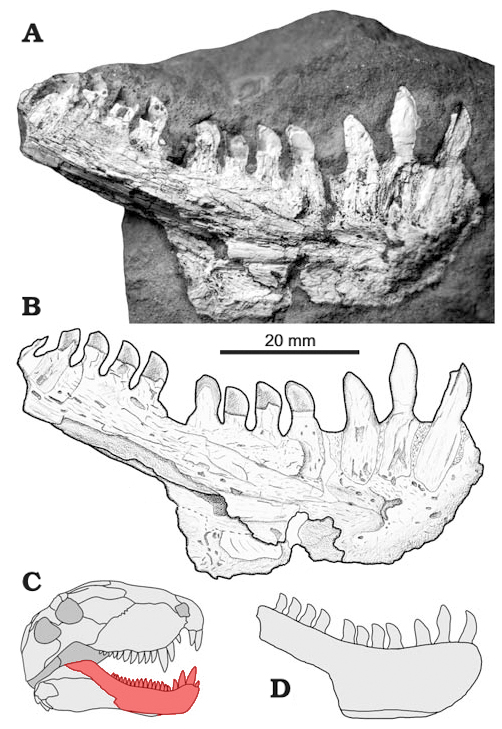
Holotyp des Cryptovenator-Fundstücks (oben)

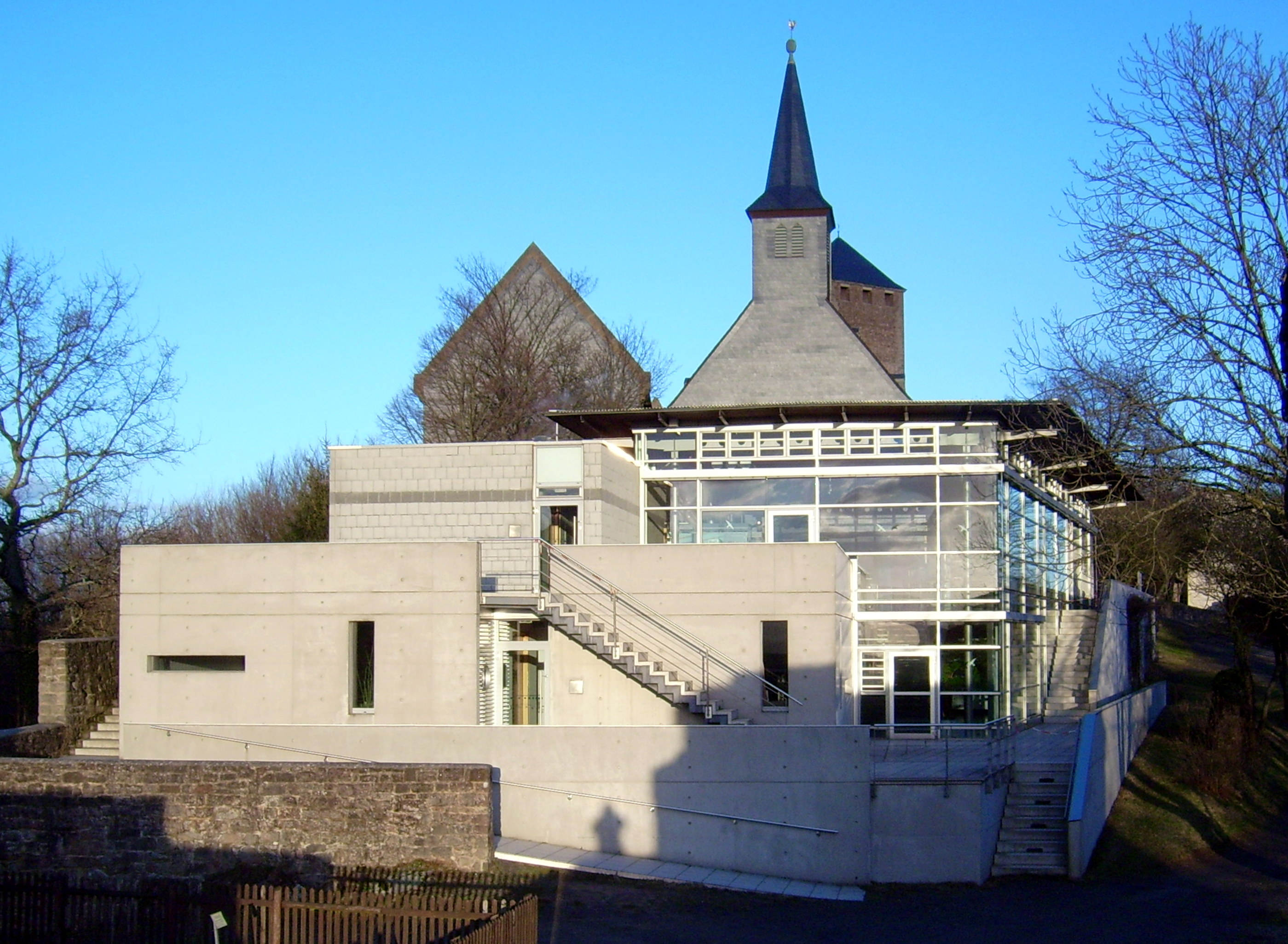
Talseite des Geoskop Urweltmuseums

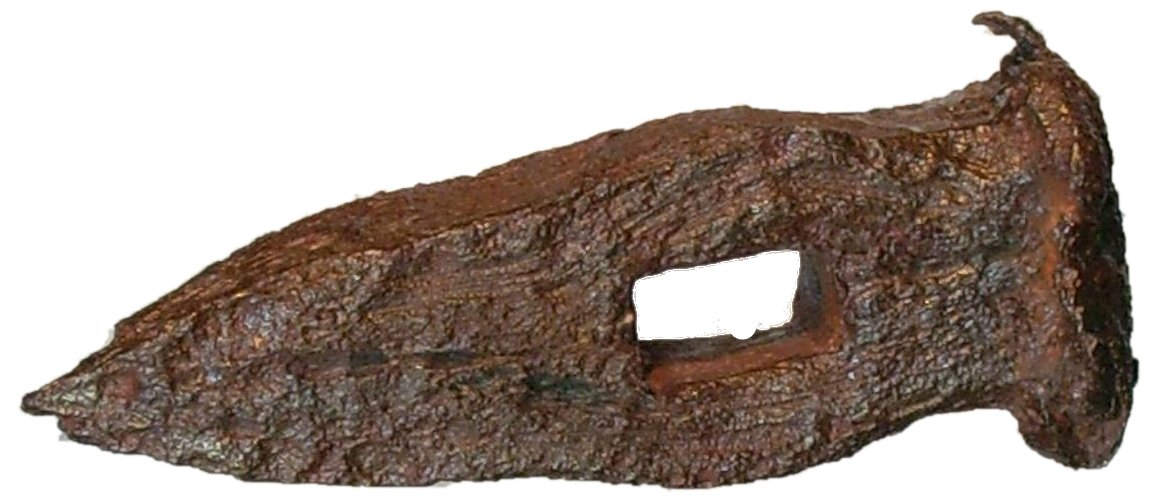
Bergmannsschlägel aus dem Quecksilberbergbau Hunsrück

Als Außenstelle wurde 1998 das Urweltmuseum Geoskop auf der westpfälzischen Burg Lichtenberg bei Kusel eröffnet. Es liegt auf 374 m Höhe (⊙).
Auf einer Fläche von etwa 400 m², die sich auf zwei Etagen verteilen, gewährt das Geoskop Einblick in das Zeitalter des Rotliegend vor etwa 290 Millionen Jahren. Damals kollidierten in diesem Gebiet die südliche und die nördliche Kontinentalmasse, es entstanden die Variskischen Gebirge, und ein feucht-warmes Tropenklima herrschte.
Ein rund 300 Millionen Jahre altes Urreptil, dessen fossile Reste 2002 in der nahegelegenen Remigiusberg-Formation gefunden wurden, erhielt im Jahr 2011 den wissenschaftlichen Namen Cryptovenator hirschbergeri; mit der Namensvergabe wurde Winfried Hirschberger geehrt, der von 1985 bis 2017 als Landrat zu den Museumsförderern gehörte. Der im Geoskop ausgestellte Fund ist nach Mitteilung des Museums der älteste Beleg für das Vorkommen von Reptilien auf dem Gebiet Deutschlands.
Ein weiterer Schwerpunkt im Ausstellungsbereich ist der Bergbau im Nordpfälzer Bergland und im benachbarten Hunsrück mit besonderer Berücksichtigung der Lebens- und Arbeitsverhältnisse der Bergleute. Lagerstätten wie diejenigen von Kupfer- und Quecksilbererzen wurden seit der Kelten- und Römerzeit bis zum Beginn des 20. Jahrhunderts abgebaut.
Das Geoskop erhielt 2014 den Umweltpreis des Landes Rheinland-Pfalz für das Projekt Forschungswerkstatt für Menschen ab 5, das den Untertitel 25 Jahre Umweltbildung auf Burg Lichtenberg trug.
Neben dem Museumsshop befinden sich im Gebäude eine paläontologische Werkstatt sowie die geologische Präsenzbibliothek.